# Ropica honesta
Ropica honesta es una especie de escarabajo longicornio del género Ropica, tribu Apomecynini, subfamilia Lamiinae. Fue descrita científicamente por Pascoe en 1865.

## Descripción
Mide 4,5-7,6 milímetros de longitud.

## Distribución
Se distribuye por China, India, Indonesia, Japón, Laos, Birmania, Nepal, Papúa Nueva Guinea, Filipinas y Vietnam.